# Rhapigia rotundata
Rhapigia rotundata är en fjärilsart som beskrevs av Paul Dognin 1924. Rhapigia rotundata ingår i släktet Rhapigia och familjen tandspinnare. Inga underarter finns listade.